# Moldovai Köztársaság Kommunistáinak Pártja
Ez a szócikk az 1994 óta működő kommunista pártról szól. A szovjet idők pártját lásd itt: Moldova Kommunista Pártja.
Moldovai Köztársaság Kommunistáinak Pártja, röviden PCRM bejegyzett politikai párt Moldovában. A pártot 1993 októberében alapították és 1994-ben jegyezték be, 2001 óta kormánypárt.

## Kormányzás
A Moldovai Köztársaság Kommunistáinak Pártja jelenleg egy szociáldemokrata politikát folytat.
A privatizációkat folytatja, de ugyanakkor nagy hangsúlyt fektet a szociális programokra.
A nyugdíjakat felemelték, valamint egészségügyi biztosítást biztosítottak a lakosság szegény rétegeinek.

## Az PCRM története
A Moldovai Köztársaság Kommunistáinak Pártja (PCRM) 1994-ben tartott első kongresszusán Vladimir Voronint választották meg főtitkárnak. A 2001-es választáson 71 főt delegálhatot a chișinăui parlamentben. Így Vladimir Voronint államelnökké választották. A párt az utóbbi években egyre jobban nyitottabbá vált az Európai Unió felé, felhagyva a korábbi orosz irányultsággal. A 2005-ös választást is megnyerte, 716 336 szavazatot kapott, ami 45,98%-ot jelent, és így a 101 tagú parlamentben 56 képviselőt delegálhat.